# 두동초등학교
두동초등학교는 대한민국 울산광역시 울주군 두동면 구미리에 있는 초등학교다.

## 학교 연혁
- 1923년 9월 1일 두동공립보통학교(4년제) 개교설립인가 6월 26일
- 1927년 4월 25일 6년제 연한 인가
- 1938년 4월 1일 두동공립심상소학교로 개칭[1]
- 1941년 4월 1일 두동공립국민학교로 개칭[2]
- 1981년 3월 5일 병설유치원 개원
- 1996년 3월 1일 두동초등학교로 교명 개칭[3]
- 2008년 2월 15일 도서관 개관
- 2012년 3월 1일 봉월초등학교 통폐합
- 2023년 1월 9일 제97회 졸업식(졸업생 15명, 총 졸업생 수 5,056명)
- 2023년 3월 1일 초등 6학급 편성(총 학생수 79명), 병설유치원 1학급 편성(총 원아수 12명)
- 2023년 9월 1일 제40대 안진영 교장 부임

## 학교 상징
- 교화 - 목련 : 이른 봄 우아한 모습으로 봄소식을 알려주며 숭고한 정신, 우애의 뜻을 지니고 있다.
- 교목 - 소나무 : 봄, 여름, 가을, 겨울 한결같은 모습으로 이 땅을 지키면서 씩씩한 기상 및 곧은 절개와 지조를 지키고 있어 우리 민족의 생활속에 친숙해진 나무이다.

## 참고 자료
- 두동초등학교 - 한국교육학술정보원 학교알리미